# Шипка (Болгарія)
Ши́пка (болг. Шипка) — місто в Старозагорській області Болгарії. Входить до складу общини Казанлик. На околиці міста знаходиться Храм-пам'ятник Різдва Христового.

## Населення
За даними перепису населення 2011 року у місті проживали 1336 осіб.
Національний склад населення міста:
| Національність   | Кількість осіб | Відсоток |
| ---------------- | -------------- | -------- |
| болгари          | 1130           | 86,9 %   |
| цигани           | 7              | 0,5 %    |
| інша             | 151            | 11,6 %   |
| Всього відповіли | 1301           |          |

Розподіл населення за віком у 2011 році:
Динаміка населення:

## Географія
Місто Шипка розташоване біля підніжжя Балканських гір на висоті 650 м над рівнем моря. Розташоване в 12 км від міста Казанлик.

## Історія
Місто Шипка — селище, яке існувало ще з XI—VI століть до н. е., коли болгарські землі були заселені фракійцями. Період 6 — 2 століття до н. е. вважається періодом процвітаючої фракійської культури. Є багато залишків цього періоду в районі Шипки, Казанлика і прилеглих населених пунктів. У 1-му столітті, фракійські землі були завойовані римлянами.
Коли Болгарія потрапила під османське панування в 1396 році, село Шипка було створено з метою охорони і утримання проходу. За часів Османської імперії Шипка тричі спалювалася турками. Внаслідок знищення частина населення Шипки тікає уздовж Балкан і оселилася в районі Долішнього Чифлика Варненської області і створила село Нова Шипка. Інша частина населення тікає і оселяється в селі Шейново Казанлицької області. На вершині гори Шипки (точна географічна назва вершини — Святий Миколай) відбулися найважливіші битви Визволення Болгарії. Храм-меморіал «Різдво Христове» був побудований в пам'ять про російських воїнів і болгарських добровольців, які загинули в Російсько-турецькій визвольній війні 1877—1878 років. У склепі храму були поховані кості загиблих.
На початку Балканської війни 1912 року 3 мешканці з Шипки були добровольцями в Македонсько-адріанопольському корпусі.
Селище було оголошено містом 23 серпня 1977 року з нагоди 100-річчя визволення Болгарії від османського панування.

## Релігія
Релігія, що сповідують в місті — це православ'я. У місті Шипка ніколи не було прихільників іншої релігії. Під час Османської імперії був виданий султанський указ, який забороняв турецьким військам поселятися в селі Шипка. Натомість місцеве населення було зобов'язане тримати шлях через Шипківський прохід і направляти війська і вантажі, що проходили через нього. З цієї причини в місті Шипка живе лише населення православного віросповідання.

## Визначні пам'ятки

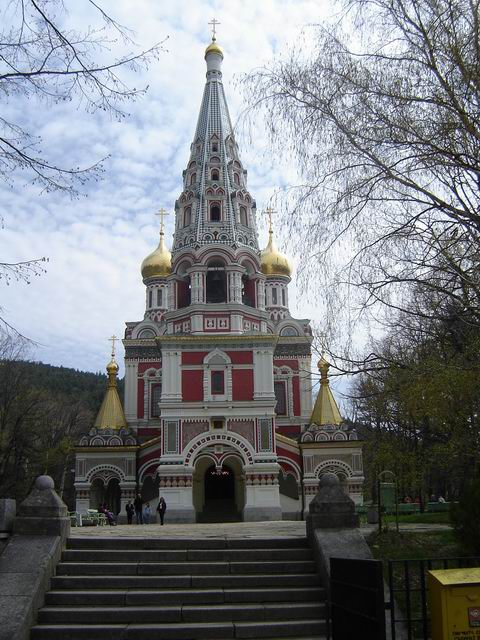
Храм-пам'ятник «Різдво Христове»

- Шипка — вершина Балканських гір на висоті 1326 метрів, розташована на схід від перевалу Шипка. До 23 листопада 1951 року вершину називали Святим Миколаєм, а потім з 7 жовтня 1977 року — пік Столетова. Пік символізує героїзм і самопожертву заради визволення Болгарії від османського панування.
- Храм-меморіал «Різдво Христове», побудований на згадку про російських воїнів та болгарських ополченців, які загинули на горі під час Російсько-турецької війни (1877—1878), є одним з 100 національних туристичних об'єктів Болгарського туристичного союзу
- На схід від Шипки знаходиться історичний пік Хаджі Димитир. У 1868 р біля його підніжжя стояв воєвода Хаджи Димитир, який воював з османською армією та очолював невеликий загін. На вершині знаходиться Пам'ятник Бузлуджа, символ соціалізму в Болгарії.
- Гробниця в Оструші, комплекс культового кладовища площею 100 м².
- Гробниця в кургані Голяма Косматка, одна з найвеличніших фракійських гробниць, де була виявлена знаменита золота маска, а також бронзова голова, імовірно царя Севта III, правителя Севтополіса.

## Особи
- Іван Шипкаліята (? — 1867), болгарський революціонер, прапорщик Філіпа Тотю
- Дянко Караджов (1856 -?), болгарський офіцер
- Проф. Генчо Кристинов — засновник серцево-судинної хірургії в Болгарії
- Добри Карталов — антифашист
- Пеньо Чернеолу (близько 1800—1867) — гайдук
- Христо Петрев (1848—1876) — воєвода Квітневого повстання
- Іван Караїванов (1954—2015) — шоумен та поп-співак (болгарський «Tom Jones»)
- Іван Христов Каратанов (1916—2005) — антифашист, дипломат, давній посол Болгарії в Ефіопії, Австрії, Сомалі та Афганістані. Закінчив Вищу школу світової торгівлі у Відні.
- Вікторія Христова Каратзанова (н.1976-) — історик, археолог і музейний працівник.
- Еміль Тонев (1964) — письменник, журналіст, сценарист
- Іван Косеков — гірничий інженер, конструктор шахти «Мариця-Схід».
- Цанко Христов Каратзанов (1927—2012) — антифашист, полковник болгарської армії, автор, автор кількох книг про видатні сісейства в місті, Шипка.
- Цанко Пенев Каратзанов (1937—1989) — художник, винахідник, старший науковий співробітник та автор низки наукових винаходів у молочній промисловості.
- Тошка Минчева Гиргинова (1935—2008) — прокурор і юрист, член Правління Союзу незалежних болгарських письменників.